# Rathmines, New South Wales
Rathmines är en del av en befolkad plats i Australien. Den ligger i kommunen Lake Macquarie Shire och delstaten New South Wales, i den sydöstra delen av landet, omkring 98 kilometer norr om delstatshuvudstaden Sydney. Antalet invånare är 8 944.
Trakten är tätbefolkad. Närmaste större samhälle är Charlestown, omkring 12 kilometer nordost om Rathmines. Genomsnittlig årsnederbörd är 1 393 millimeter. Den regnigaste månaden är februari, med i genomsnitt 222 mm nederbörd, och den torraste är juli, med 42 mm nederbörd.